# Paul Elvstrem
Paul Bert Elvstrem (25. februar 1928 – 7. decembar 2016) bio je danski jedriličar. On je osvojio četiri olimpijske zlatne medalje i trinaest svetskih titula u opsegu klasa koji obuhvata snajp, soling, zvezda, leteći holanđanin i Fin.

## Rani život
Pol Elvstrem je rođen, severno od Kopenhagena, u kući koja gleda na zaliv između Danske i Švedske. Njegov otac je bio pomorski kapetan, ali je umro kada je Elvstrem bio mlad, a odgajala ga je majka zajedno sa bratom i sestrom. Drugi brat se udavio u uzrastu od 5 godina kada je pao sa obalskog zida u blizini porodične kuće.
U svojoj knjizi Elvstrem govori o trkama jahti, on je tvrdio da je „slep za reči“ i da nije mogao da čita ili piše dok je bio u školi, što je možda bilo zbog disleksije. Jasno je da je Elvstrem smatrao da je školovanje odvraćanje pažnje od jedrenja: „Bio sam veoma loš u školi“, rekao je, „Jedini interes koji sam imao bilo je brzo jedrenje... Učitelj je znao da ako nisam u školi, da jedrim."
Po završetku škole postao je član jedriličarskog kluba Helerup, gde je stekao reputaciju odličnog jedriličara. U tom periodu se finansirao kao zidar, ali je 1954. takođe počeo da seče jedra za članove kluba u svom podrumu.

## Inovacije
Elvstrem je bio poznat kao proizvođač jedara i opreme za jedrenje. Jedna od njegovih najuspešnijih inovacija bila je nova vrsta samo-bejlera. Nove karakteristike bile su klinasto oblikovana venturijeva cev koji se automatski zatvara ako se čamac prizemlji ili udari u prepreku, i klapna koja deluje kao nepovratni ventil kako bi se minimizovala voda koja ulazi ako čamac miruje ili se kreće presporo da bi uređaj mogao da radi. Prethodne automatske bajlere bi bivale oštećene ili uništene ako bi naišle na prepreku i puštale bi znatne količine vode ako se čamac kretao presporo.
Elvstremov samo-bejler se još uvek proizvodi pod brendom Andersen i naširoko je kopiran; i dalje se nalazi na olimpijskim čamcima i drugim gran-pri brodovima na vrhuncu sporta.. U 2016. godini Dan Ibsen, izvršni direktor Kraljevskog danskog jahtnog kluba je rekao: „Danas je Elvstremov bejler i dalje jedini funkcionalni bejler na olimpijskim gumenjacima i čamcima širom sveta.“
Takođe je popularizovao remen za udare, ili bum vang (SAD). Ovo može biti u obliku bloka i hvataljke koja povezuje nisku tačku na jarbolu (ili ekvivalentnu tačku na trupu) i gik blizu jarbola, što omogućava da se gik otpusti kada se plovi ili kreće bez podizanja. Ovo kontroliše okretanje glavnog jedra od njegove noge do glave, povećavajući snagu jedra i brzinu i upravljivost plovila. Elvstrem nije reklamirao svoj novi izum, ostavljajući svoje konkurente zbunjenim njegovom superiornom brzinom broda. Ispitivanje njegovog gumenjaka nije otkrilo ništa jer je skidao remen pre nego što bi izašao na kopno.
Među inovativnim konceptima koje je uneo u trke jedrilica bio je koncept kapija umesto jedne oznake uz ili nizvetar na velikim regatama. Uobičajeno se koristi kapija na kursu. Privetrinska kapija se ređe koristi zbog poteškoća u upravljanju pri desnim prolazima oko desne kapije, čije suptilnosti razumeju trkači. Paul je takođe bio ključan u razvoju nekoliko međunarodnih pravila za trke jahti.

## Trening
Elvstrem je bio veoma rani inovator u tehnikama treninga. Na primer, koristio je tehniku 'sedenja izvan' ili planinarenja koristeći remenove u većem stepenu nego ranije, prenoseći svu svoju telesnu težinu od kolena naviše van plovila, pružajući tako dodatnu polugu koja omogućava plovilu da ostane u poravnanju sa jačim vetrovima i samim tim da ide brže od svojih konkurenata. Ova tehnika je zahtevala veliku snagu i kondiciju, tako da je posle Olimpijskih igara 1948. godine, da bi poboljšao svoju fizičku kondiciju u pripremama za igre 1952. godine, Elvstrem je napravio klupu za trening sa trakama za prste u svojoj garaži kako bi reprodukovao položaj sedenja u svom gumenjaku. Zatim je nastavio da provodi mnoge sate treninga na suvom sedeći na toj klupi kod kuće.
„On je jedrenje podigao na nivo da biste to morali nazvati sportom“, rekao je Džesper Bank, direktor Elvstrem Sejlsa i dvostruki osvajač zlatne olimpijske medalje za Dansku. „Pre Pola, mogli ste da vidite takmičare sa lulama u ustima i sa kapicama. U to vreme su sigurno mislili da je natčovek.”

## Posao
Elvstrem je osnovao proizvodnu kompaniju Elvstrem Sejls, čiji su proizvodi uključivali jarbole, gikove i jedra. Pokazujući oštar marketinški um uporedo sa njegovim inženjerskim duhom, posao je brzo rastao i do 1970-ih Elvstrem proizvodi su viđeni na brodovima širom sveta.

## Ostvarenja
Elvstrem je osvojio medalje na svetskim šampionatima: fin, 505, snajp, leteći holanđanin, 5,5 metara, zvezda, soling tornado i pola tone.
| Godina | Takmičenje                          | Mesto           | Pozicija | Klasa             | Napomene |
| ------ | ----------------------------------- | --------------- | -------- | ----------------- | -------- |
| 1956   | Fin svetski šampionat               | Bernam-on-Krauč | 2.       | Fin               | [ 17 ]   |
| 1957   | 505 svetski šampionat               | La Bol Ekublak  | 1.       | 505               | [ 18 ]   |
| 1958   | 505 svetski šampionat               | La Bol Ekublak  | 1.       | 505               | [ 18 ]   |
| 1958   | Fin svetski šampionat               | Zebruge         | 1.       | Fin               | [ 17 ]   |
| 1959   | Fin svetski šampionat               | Kopenhagen      | 1.       | Fin               | [ 17 ]   |
| 1959   | Snajp svetski šampionat             | Porto Alegre    | 1.       | Snajp             | [ 18 ]   |
| 1962   | Leteći holanđanin svetski šampionat | Sent Pitersburg | 1.       | Leteći holanđanin | [ 18 ]   |
| 1966   | 5,5 metara svetski šampionat        | Kopenhagen      | 1.       | 5,5 metara        |          |
| 1966   | Zvezda svetski šampionat            | Kiel            | 1.       | Zvezda            | [ 18 ]   |
| 1967   | Zvezda svetski šampionat            | Kopenhagen      | 1.       | Zvezda            | [ 18 ]   |
| 1969   | Soling svetski šampionat            | Kopenhagen      | 1.       | Soling            | [ 18 ]   |
| 1969   | Zvezda svetski šampionat            | San Diego       | 2.       | Zvezda            | [ 18 ]   |
| 1971   | Soling svetski šampionat            | Njujork         | 3.       | Soling            |          |
| 1972   | Pola tone kup / svetski šampionat   | Mastrand        | 1.       | Pola tone         | [ 19 ]   |
| 1974   | Soling svetski šampionat            | Sidnej          | 1.       | Soling            | [ 18 ]   |
| 1985   | Tornado svetski šampionat           | Traveminde      | 3.       | Tornado           | [ 18 ]   |

## Bibliografija
- Elvstrom, Paul. Expert Dinghy and Keelboat Racing, 1967, Times Books,  0-8129-0054-5
- Elvstrom, Paul. Elvström Speaks on Yacht Racing, 1970, One-Design & Offshore Yachtsman Magazine,  0-8129-0134-7
- Elvstrom, Paul. Elvström Speaks -- to His Sailing Friends on His Life and Racing Career, 1970, Nautical Publishing Company,  0-245-59851-0
- Paul Elvström Explains the Yacht Racing Rules, First edition 1969, title updated to Paul Elvstrom Explains the Racing Rules of Sailing: 2005–2008 Rules. Updated four-yearly in accordance with racing rules revisions, various authors and publishers.  0-07-145626-0

## Spoljašnje veze
- „Paul Elvström, Sailing's Greatest”. Sail-World.com. 13. 12. 2016.